# Микеле Алберти
Микеле Алберти е италиански художник от втората половина на XVI век.

## Биография
Роден в Сансеполкро, Тоскана. Алберти учи във Флоренция, където е ученик на Даниеле да Волтера. Най-известната му картина е „Убийството на невинните“ в църквата „Тринита дей Монти“. Той рисува сводовете на апартамента на консерваторите в Капитолийските музеи, представляващи убийството на невинните, много развалени от реставрацията. Микеле Алберти е погрешно записан като член на семейството на Дюранте Алберти от Борго Сан Сансеполкро.